# Handmerk

Karel tekende waarschijnlijk alleen het vierkantje.

Een handmerk is een persoonsgebonden merkteken dat in ieder geval vanaf de middeleeuwen werd gebruikt om akten te "ondertekenen". Het handmerk heeft overeenkomsten met het huismerk.
Over de herkomst en ouderdom van handmerken tasten we in het duister. Ingekraste, op huismerken gelijkende, figuren zijn op sluitstenen van hunebedden aangetroffen. Hoogstwaarschijnlijk waren boeren, ambachtslieden en handelaars de eersten de ze gebruikten: ze brachten de merktekens aan op hun boerderijen, gereedschap en vee (brandmerk). Ook werden ze op schepen aangebracht.
In de vroege middeleeuwen kwam het zelden voor dat een analfabete boer een akte moest "tekenen". De eveneens vrijwel analfabete edelen tekenden met monogrammen. Bekend is het monogram van Karel de Grote dat verwant is aan de handmerken maar een meer "geletterd" karakter draagt. Mogelijk dat ze de door invloed van Napoleon en verbetering van het onderwijs geleidelijk in onbruik raakten.

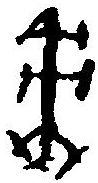
Handmerk uit 1726 van IJsack Abrahamszoon (Koomen).

Zeker vanaf de 18e eeuw schreven ongeletterden een kruisje onderaan een officieel document, als handmerk. Diegene die de akte opmaakte zette dan vaak naast zo'n kruisje "dit merk is door [persoonsnaam] zelf gesteld". Als iemand in deze periode onderaan een notariële akte een kruisje zette hield dit vaak in dat de betreffende man of vrouw niet kon lezen en schrijven.
Met een scherp voorwerp werden handmerken door de eigenaren in de deurkozijnen gekrast, om aan te geven wie waar woonde. Hierdoor zijn vele handmerken rechtlijnig van vorm. De handmerken gaven dus met name de persoon aan. Pas begin 1800 begon men voorzichtig, en eerst in de grote steden, met het nummeren van de huizen, waardoor het gebruik als huismerk verviel. Een groot aantal van deze handmerken heeft een cijfer vier in het merk verwerkt. Deze is afgeleid van het Christusmonogram.
Handmerken gingen, net als huismerken, in sommige gevallen over van vader op zoon. Hierbij kreeg de oudste zoon het merk soms onveranderd door, en voegden de latere zoons een streepje aan het merk zodat het symbool duidelijk naar hen verwees. Er zijn voorbeelden bekend waarbij handmerken dus overerfbaar waren en de plek aangaven binnen de familie. 
Er is een geval bekend waarbij een man een merk te danken had aan zijn tweede vrouw. Laatstgenoemde was eerst getrouwd geweest met een sluiswachter. Na diens overlijden nam de tweede man van zijn vrouw alles van hem over: zijn achtergebleven vrouw, zijn beroep, zijn huis en, dus, zijn handmerk. Zo was het handmerk dus een metafoor voor de persoon die het voerde. Tegenwoordig zal men het associëren met een persoonlijk logo (beeldmerk) of pictogram.
Handmerken werden ook als keurmerk gebruikt. Bijvoorbeeld als een turftonder zijn ton geheel met turf gevuld en aangestampt had, zette hij zijn merk op het deksel. Hierdoor was het mogelijk om later, als er problemen of malversaties gesignaleerd werden, de persoon van het handmerk hierop aan te spreken.
Tijdens restauratiewerkzaamheden van dakbedekkingen van oude kerken treft men geregeld nog de zogenaamde trotseerloodjes aan. Deze werden gebruikt om spijkergaten mee af te dekken bij met name leiendakbedekkingen. Deze loodjes werden door de dakdekkers gemerkt, met hun initialen of hun handmerk. Men kan ze tevens op glas-in-loodramen, en zilver- en tinwerk aantreffen. 
In sommige familiewapens komt een handmerk als wapenstuk voor. Ook op oude grafzerken ziet men ze nog. Er is nog weinig literatuur over dit onderwerp, maar wel zijn veel regionale verzamelingen bekend. Mogelijk dat ook de Tweede Wereldoorlog, een periode waarin de SS en de fascisten in Nederland en België de folklore, waaronder de handmerken, voor politieke doeleinden gebruikten, hier een rol in heeft gespeeld.